# 고이즈미촌 (후쿠시마현)
고이즈미촌(小泉村)은 후쿠시마현 다무라군에 일찍이 존재했던 촌이다.

## 지리
현재의 고리야마시 중부의 아부쿠마강 동쪽 기슭에 위치하고 있다.

## 역사
- 1889년 4월 1일 - 정촌제 시행에 의해 12촌을 합병해 다무라군 이와에촌이 성립하였다.
- 1889년 7월 23일 - 이와에촌의 일부가 분립하여 고이즈미촌이 성립하였다.
- 1954년 3월 31일 - 고이즈미촌은 아즈미군 후쿠야마정에 편입되어 소멸하였다.

## 오아자
- 미나미코이즈미 (南小泉)
- 기타코이즈미 (北小泉)
- 도자카 (堂坂) - 메이지 27년 세리자와의 일부가 명칭을 변경

## 인구・세대

### 인구
총수 [단위:명]
- 1920年 846
- 1935年 690
- 1947年 909

### 새대
총수 [단위 세대]
- 1935년 125
- 1947년 148

## 참고문헌
- 角川日本地名大辞典編纂委員会『角川日本地名大辞典 7 福島県』、角川書店、1981年 ISBN 4040010701
- 日本加除出版株式会社編集部『全国市町村名変遷総覧』、日本加除出版、2006年、ISBN 4817813180